# Симор (Илиноис)
Симор (енгл. Seymour) насељено је место без административног статуса у америчкој савезној држави Илиноис.

## Демографија
По попису из 2010. године број становника је 303.
| Група             | 2000.    | 2010.       |
| Белци             | 0 (0,0%) | 286 (94,4%) |
| Афроамериканци    | 0 (0,0%) | 7 (2,3%)    |
| Азијати           | 0 (0,0%) | 1 (0,3%)    |
| Хиспаноамериканци | 0 (0,0%) | 5 (1,7%)    |
| Укупно            | 0        | 303         |